# Monogatari
Monogatari (物語 (vật ngữ)) là một dạng văn học trong văn học Nhật Bản truyền thống, một câu chuyện tường thuật dạng văn xuôi kéo dài có thể so sánh với sử thi. Monogatari được gắn chặt với các khía cạnh của truyền thống truyền miệng, và hầu hết luôn đề cập đến một câu chuyện hư cấu hoặc được tiểu thuyết hoá, kể cả khi kể lại một sự kiện lịch sử. Nhiều trong số những tác phẩm hay nhất của văn học tiểu thuyết Nhật Bản, như Truyện kể Genji và Truyện kể về nhà Heike được sáng tác ở dạng monogatari này.
Dạng văn học này trở nên nổi trội trong khoảng thế kỷ thứ 9 tới thế kỷ thứ 15, và đạt đến đỉnh cao trong khoảng thế kỷ thứ 10 và 11. Theo sách Fūyō Wakashū (1271), ít nhất 198 cuốn monogatari đã tồn tại cho tới thế kỷ 13. Trong số này, khoảng bốn mươi tác phẩm vẫn còn tồn tại.

## Thể loại
Các thể loại được phân chia thành nhiều loại tùy thuộc vào nội dung của chúng:

### Denki-monogatari
Những câu chuyện với những sự kiện viễn tưởng.
- Taketori Monogatari
- Utsubo Monogatari
- Hyakumonogatari Kaidankai

### Uta-monogatari
Những câu chuyện được kể bằng thơ.
- Heichū Monogatari
- Ise Monogatari
- Yamato Monogatari

### Tsukuri-monogatari
Những câu chuyện tưởng tượng về giới quý tộc.
- Genji Monogatari
- Hamamatsu Chūnagon Monogatari
- Ochikubo Monogatari
- Sagoromo Monogatari
- Torikaebaya Monogatari
- Tsutsumi Chūnagon Monogatari
- Yoru no Nezame

### Rekishi-monogatari
Những câu chuyện về lịch sử.
- Eiga Monogatari
- Ōkagami

### Gunki-monogatari
Những câu chuyện về chiến tranh.
- Gikeiki
- Heiji Monogatari
- Heike Monogatari
- Hōgen Monogatari
- Soga Monogatari
- Taiheiki

### Setsuwa-monogatari
Những câu chuyện mang tính giai thoại.
- Konjaku Monogatarishū
- Uji Shūi Monogatari

### Giko-monogatari
Những mô phỏng giả cổ điển của những câu chuyện trước đó.
- Matsura no Miya Monogatari
- Sumiyoshi Monogatari

## Ảnh hưởng
Khi văn học châu Âu và nước ngoài du nhập vào Nhật Bản, từ "monogatari" bắt đầu được sử dụng trong các tiêu đề tiếng Nhật cho các tác phẩm nước ngoài có tính chất tương tự. Chẳng hạn, Chuyện hai thành phố được biết đến như Nito Monogatari (二都物語), Nghìn lẻ một đêm là Sen'ichiya Monogatari (千一夜物語), và gần đây hơn, Chúa tể những chiếc nhẫn là Yubiwa Monogatari (指輪物語) và Giết con chim nhại là Arabama Monogatari (アラバマ物語).